# Ратон
Ратон (англ. Raton) — город на юго-западе США, административный центр округа Колфакс штата Нью-Мексико. Население — 7282 человека (перепись 2000).

## География
Непосредственно к северу от города расположен горный хребет Ратон и пик Ратон. Хребет Ратон имеет длину 75 миль и простирается на восток от гор Сангре-де-Кристо.
По данным Бюро переписи населения США, Ратон имеет площадь 19,0 км².

## История
На протяжении веков перевал Ратон, расположенный к северу от города, использовался испанскими исследователями и индейцами для преодоления Скалистых гор, однако для фургонов эта дорога была труднопроходима.
Почтовая станция, расположенная на этом месте, в 1877—1879 годах называлась Уиллоу-Спрингс (англ. Willow Springs), в 1879—1880 годах — Отеро (англ. Otero), а в 1880 году была переименована в Ратон.
В 1879 году железнодорожная компания «Атчисон, Топика и Санта-Фе» приобрела местную платную дорогу и организовала оживлённую железнодорожную линию. Ратон стал быстро развиваться как железнодорожный, горнодобывающий и скотоводческий центр северо-восточной части территории Нью-Мексико, а также стал административным центром округа и главным торговым центром региона.

## Демография
По данным переписи населения 2000 года в Ратоне проживало 7282 человека, 1981 семья, насчитывалось 3035 домашних хозяйств и 3472 жилых дома. Средняя плотность населения составляла около 383,1 человека на один квадратный километр. Расовый состав Ратона по данным переписи распределился следующим образом: 78,04 % белых, 0,23 % — чёрных или афроамериканцев, 1,59 % — коренных американцев, 0,40 % — азиатов, 0,01 % — выходцев с тихоокеанских островов, 3,53 % — представителей смешанных рас, 16,19 % — других народностей. Испаноязычные составили 56,96 % от всех жителей.
Из 3035 домашних хозяйств в 30,7 % — воспитывали детей в возрасте до 18 лет, 47,0 % представляли собой совместно проживающие супружеские пары, в 12,9 % семей женщины проживали без мужей, 34,7 % не имели семей. 30,6 % от общего числа семей на момент переписи жили самостоятельно, при этом 14,1 % составили одинокие пожилые люди в возрасте 65 лет и старше. Средний размер домашнего хозяйства составил 2,35 человек, а средний размер семьи — 2,92 человека.
Население по возрастному диапазону по данным переписи 2000 года распределилось следующим образом: 25,1 % — жители младше 18 лет, 7,8 % — между 18 и 24 годами, 24,9 % — от 25 до 44 лет, 23,9 % — от 45 до 64 лет и 18,4 % — в возрасте 65 лет и старше. Средний возраст жителей составил 40 лет. На каждые 100 женщин в Ратоне приходилось 94,5 мужчины, при этом на каждые 100 женщин 18 лет и старше приходилось 92,1 мужчины также старше 18 лет.
Средний доход на одно домашнее хозяйство составил 27 028 долларов США, а средний доход на одну семью — 31 762 доллара. При этом мужчины имели средний доход в 24 946 долларов США в год против 18 433 долларов среднегодового дохода у женщин. Доход на душу населения составил 14 223 доллара в год. 14,8 % от всего числа семей в городе и 17,4 % от всей численности населения находилось на момент переписи населения за чертой бедности, при этом 25,2 % из них были моложе 18 лет и 10,4 % — в возрасте 65 лет и старше.

## Транспорт

### Автодороги
- I-25
- US 87
- US 64

### Железная дорога
- Станция на пути следования высокоскоростного поезда Southwest Chief компании Amtrak из Чикаго в Лос-Анджелес

### Воздушный транспорт
- Муниципальный аэропорт Ратона

## Интересные факты
- В переводе с испанского Ratón означает «мышь».
- Ратон упоминается в романе Джека Керуака «В дороге».

## Фотогалерея

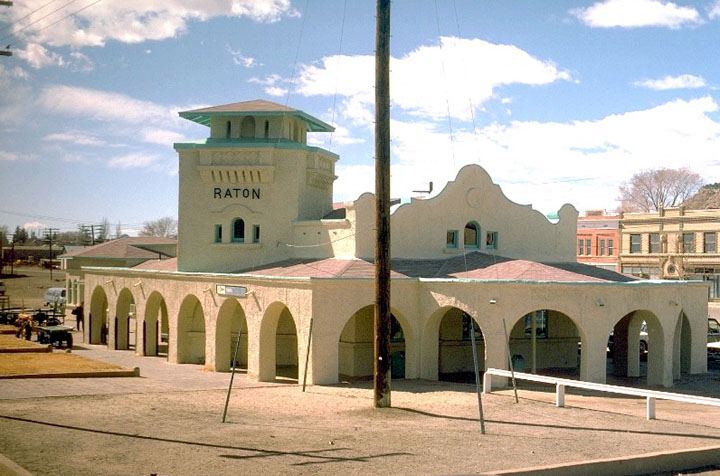
Станция Amtrak
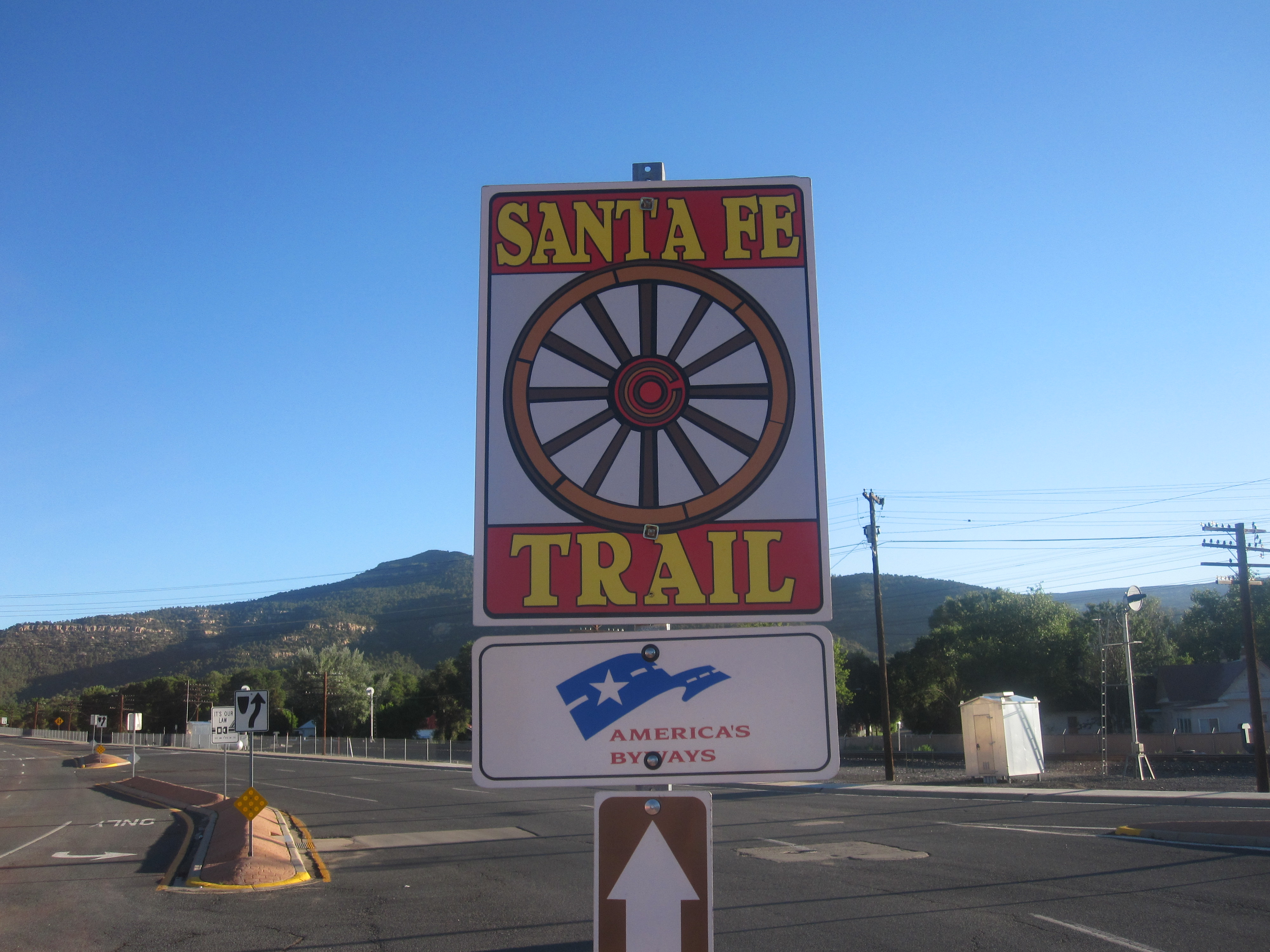
Дорога на Санта-Фе
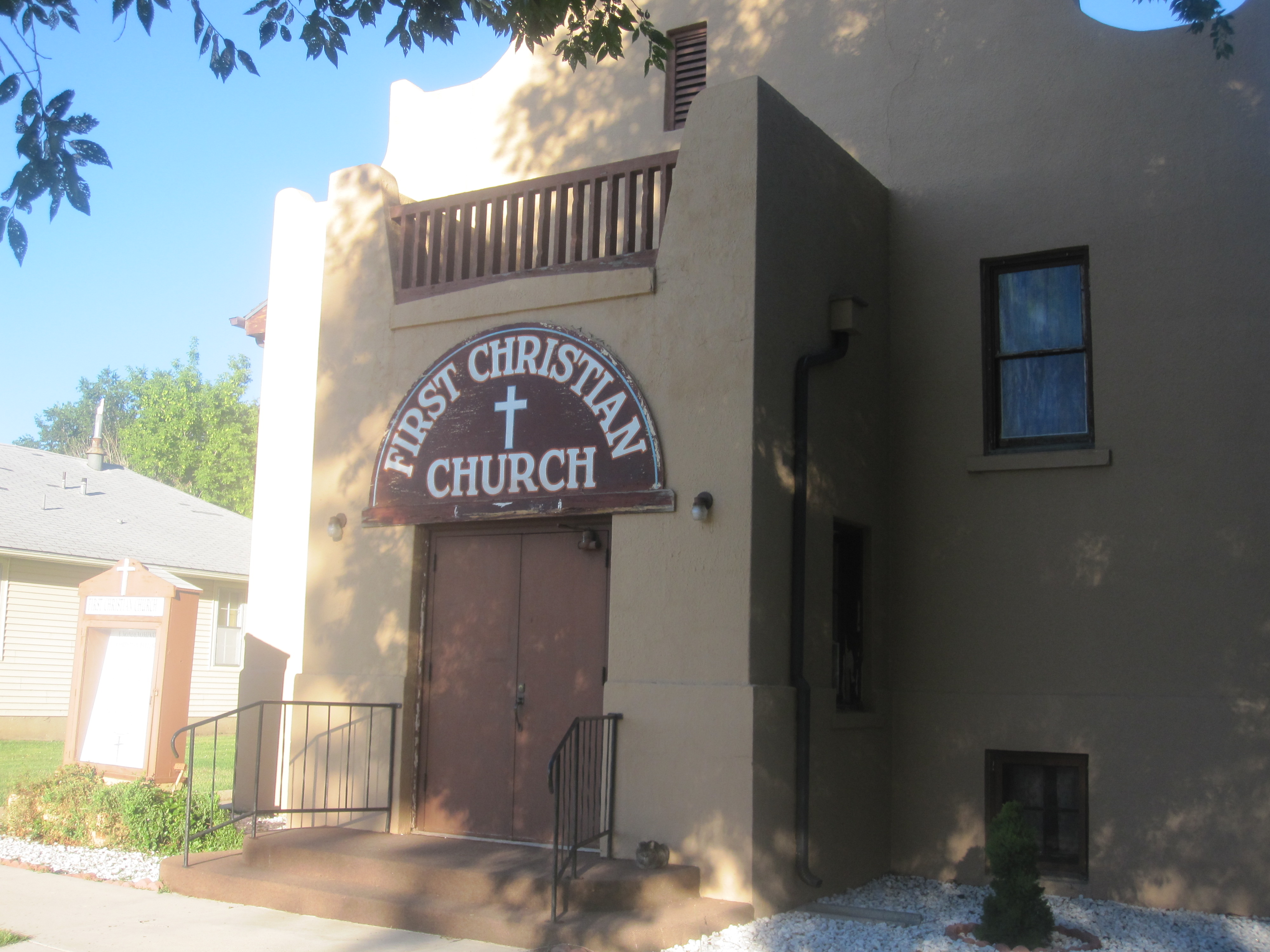
Первая христианская церковь
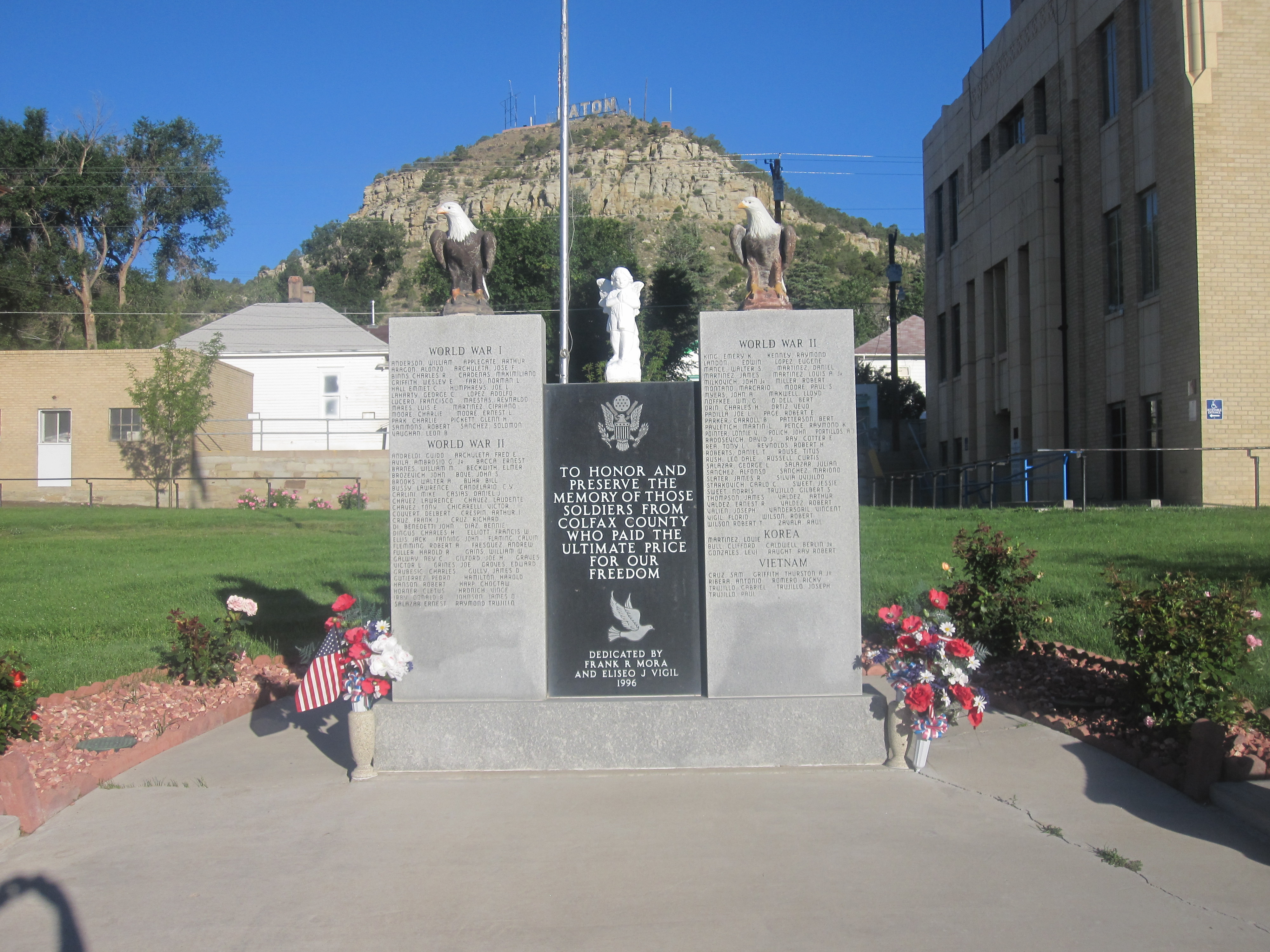
Военный мемориал
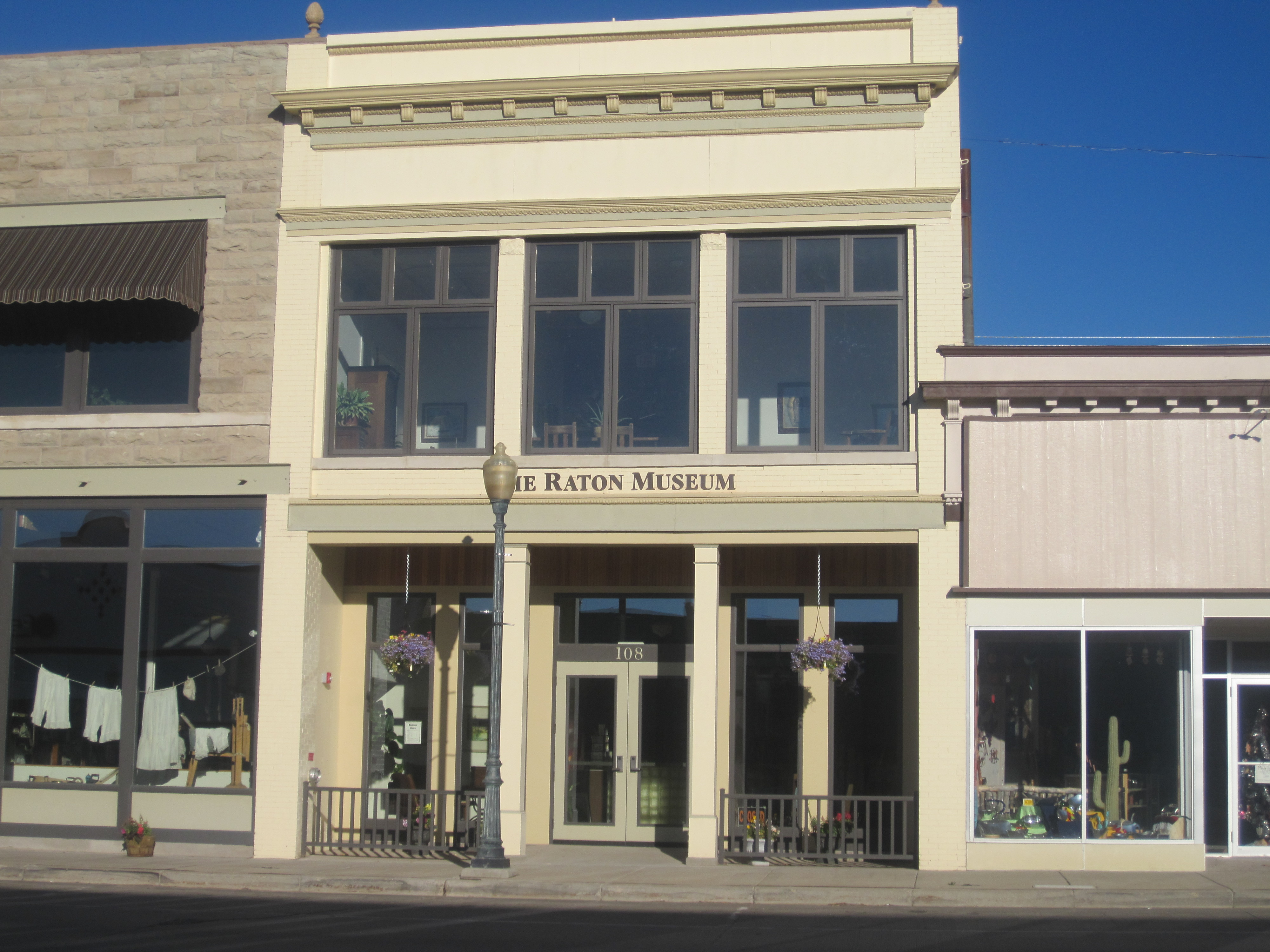
Музей Ратона